# Александер Васке
Александер Васке (нім. Alexander Waske; нар. 31 березня 1975) — колишній німецький тенісист.
Найвищу одиночну позицію світового рейтингу — 89 місце досяг 12 червня 2006, парну — 16 місце — 30 квітня 2007 року.
Здобув 4 парні титули.
Найвищим досягненням на турнірах Великого шолома були півфінали в парному розряді.
Завершив кар'єру 2012 року.

## Фінали турнірів ATP за кар'єру

### Парний розряд: 8 (4–4)
| Легенда (одиночний розряд)                  |
| Турніри Великого шолома (0–0)               |
| Серія Мастерс 1000 Світового Туру ATP (0–0) |
| Серія 500 Світового туру ATP (1–1)          |
| Серія 250 Світового туру ATP (3–3)          |

| Фінали за покриттям |
| Тверде (0–2)        |
| Ґрунт (3–2)         |
| Трава (0–0)         |
| Килим (1–0)         |

| Результат | W/L | Дата     | Турнір                | Покриття   | Партнер                 | Суперники                              | Рахунок               |
| --------- | --- | -------- | --------------------- | ---------- | ----------------------- | -------------------------------------- | --------------------- |
| Поразка   | 0–1 | Тра 2005 | Мюнхен, Німеччина     | Ґрунт      | Флоріан Маєр (тенісист) | Маріо Анчич Юліан Ноул                 | 3–6, 6–1, 3–6         |
| Перемога  | 1–1 | Кві 2006 | Х'юстон, США          | Ґрунт      | Міхаель Кольманн        | Юліан Ноул Юрген Мельцер               | 5–7, 6–4, [10–5]      |
| Поразка   | 1–2 | Кві 2006 | Касабланка, Марокко   | Ґрунт      | Міхаель Кольманн        | Юліан Ноул Юрген Мельцер               | 3–6, 4–6              |
| Перемога  | 2–2 | Тра 2006 | Мюнхен, Німеччина     | Ґрунт      | Андрей Павел            | Александер Пея Б'єрн Фау               | 6–4, 6–2              |
| Перемога  | 3–2 | Січ 2007 | Загреб, Хорватія      | Килим (i)  | Міхаель Кольманн        | Франтішек Чермак Ярослав Левинський    | 7–6(7–5), 4–6, [10–5] |
| Поразка   | 3–3 | Лют 2007 | Роттердам, Нідерланди | Тверде (i) | Андрей Павел            | Мартін Дамм Леандер Паес               | 3–6, 7–6(7–5), [8–10] |
| Перемога  | 4–3 | Кві 2007 | Барселона, Іспанія    | Ґрунт      | Андрей Павел            | Рафаель Надаль Бартоломе Сальва-Відаль | 6–3, 7–6(7–1)         |
| Поразка   | 4–4 | Жов 2011 | Бангкок, Таїланд      | Тверде (i) | Міхаель Кольманн        | Олівер Марах Айсам-уль-Хак Куреші      | 6–7(4–7), 6–7(5–7)    |

## Часова шкала результатів на турнірах Великого шлему
| W | Ф | ПФ | ЧФ | #Р | КТ | К# | DNQ | A | NH |

### Одиночний розряд
| Турнір                                 | 2002 | 2003 | 2006 | 2007 | SR     | В-П  |
| -------------------------------------- | ---- | ---- | ---- | ---- | ------ | ---- |
| Відкритий чемпіонат Австралії з тенісу |      | 1р   | 1р   | 1р   | 0 / 3  | 0–3  |
| Відкритий чемпіонат Франції з тенісу   |      | 1р   | 2р   |      | 0 / 2  | 1–2  |
| Вімблдонський турнір                   | 2р   | 1р   | 1р   |      | 0 / 3  | 1–3  |
| Відкритий чемпіонат США з тенісу       | 1р   |      | 1р   | 1р   | 0 / 3  | 0–3  |
| В-П                                    | 1–2  | 0–3  | 1–4  | 0–2  | 0 / 11 | 2–11 |

### Парний розряд
| Турнір                                 | 2002 | 2005 | 2006 | 2007 | 2009 | 2011 | 2012 | SR     | В-П   |
| -------------------------------------- | ---- | ---- | ---- | ---- | ---- | ---- | ---- | ------ | ----- |
| Відкритий чемпіонат Австралії з тенісу |      | ПФ   | 1р   | 3р   |      |      |      | 0 / 3  | 6–3   |
| Відкритий чемпіонат Франції з тенісу   |      | 3р   | ПФ   | 3р   | 3р   | 2р   | 1р   | 0 / 6  | 11–6  |
| Вімблдонський турнір                   | 2р   | ЧФ   | 1р   |      |      | 1р   |      | 0 / 4  | 4–4   |
| Відкритий чемпіонат США з тенісу       |      | 1р   | 3р   | 2р   |      | 2р   |      | 0 / 4  | 4–4   |
| В-П                                    | 1–1  | 9–4  | 6–4  | 5–3  | 2–1  | 2–3  | 0–1  | 0 / 17 | 25–17 |

## Перемоги над гравцями першої 10-ки
| #    | Гравець        | Рейтинг | Турнір                             | Покриття | Р-д | Рахунок       |
| ---- | -------------- | ------- | ---------------------------------- | -------- | --- | ------------- |
| 2002 |                |         |                                    |          |     |               |
| 1.   | Карлос Моя     | 10      | Відкритий чемпіонат Японії, Японія | Тверде   | 2р  | 6–4, 7–5      |
| 2005 |                |         |                                    |          |     |               |
| 2.   | Рафаель Надаль | 3       | Halle Open, Німеччина              | Трава    | 1р  | 4–6, 7–5, 6–3 |